# 칙 헤이피
찰스 제임스 "칙" 헤이피(영어: Charles James "Chick" Hafey, 1903년 2월 12일~1973년 7월 2일)는 미국의 프로 야구 선수로, 포지션은 외야수였다. 메이저 리그 베이스볼(MLB)의 세인트루이스 카디널스(1924년~1931년)와 신시내티 레즈(1932년~1935년, 1937년)에서 뛰었다. 높은 타율과 함께 강한 라인드라이브형 타자였다.
세인트루이스 소속으로 1925년과 1931년 두 차례 월드 시리즈 우승을 경험했으며, 1933년 올스타전에서 내셔널 리그 팀의 좌익수로 나서 올스타전 역사상 첫 번째 안타를 만들어내기도 했다. 1971년 베테랑 위원회의 선정으로 미국 야구 명예의 전당에 헌액되었으며, 2014년에는 세인트루이스 카디널스 명예의 전당에 헌액되었다.